# 이노우에 쇼타
이노우에 쇼타(일본어: 井上 翔太, 1989년 4월 24일 ~ )는 일본의 축구 선수이다.

## 구단 경력
그는 2012년부터 2019년까지 J리그의 세레소 오사카, 기라반츠 기타큐슈에서 활동하였다.